# John Bacon
John Bacon (Southwark, 24 de novembro de 1740 — Londres, 4 de agosto de 1799) foi um escultor britânico que viveu no final do século XVIII.

## Biografia

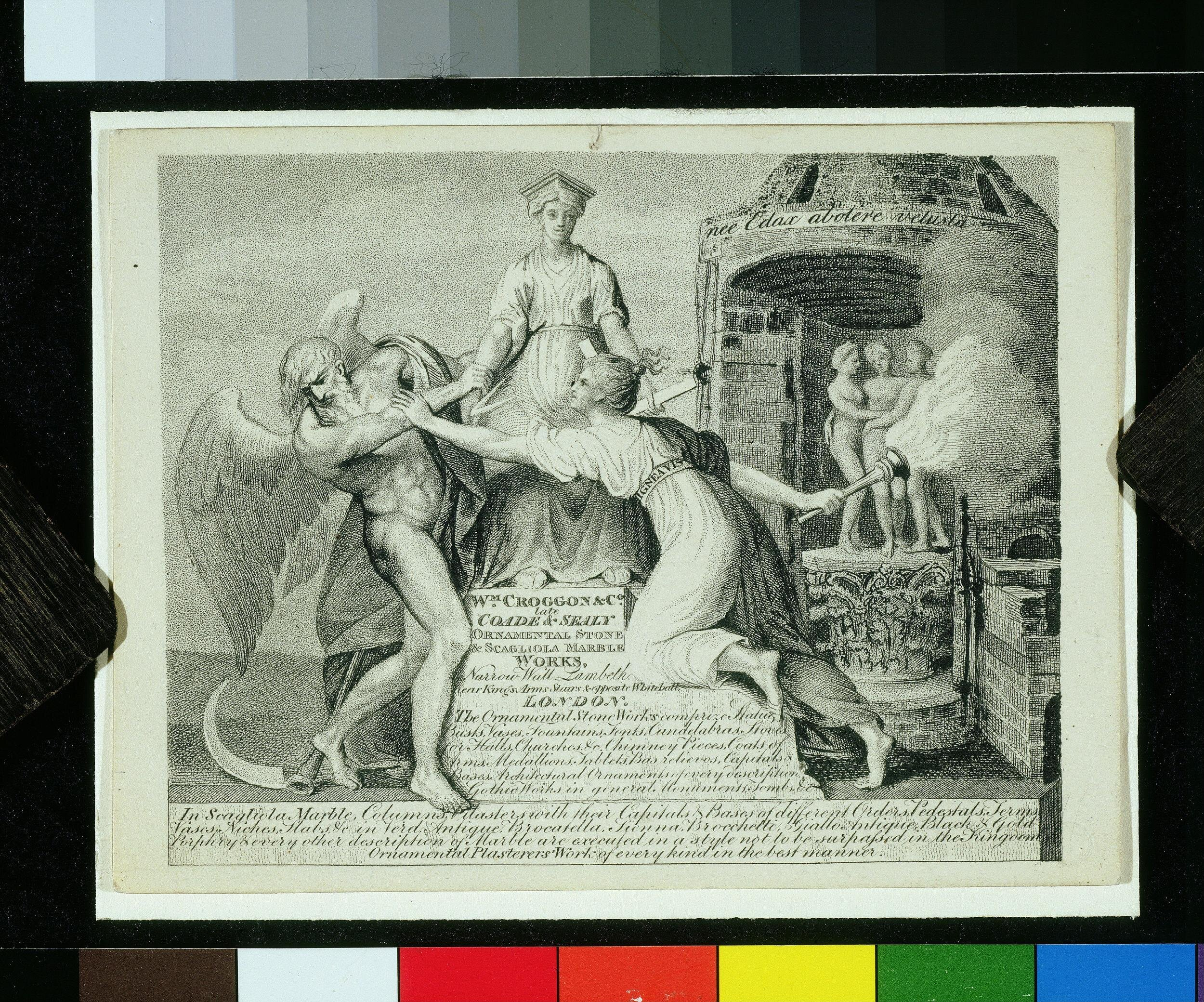
Cartão de comércio desenhado por John Bacon em 1821.

John nasceu em Southwark, filho de Thomas Bacon, um operário têxtil de Somerset. Aos quatorze anos de idade foi aprendiz de um fabricante de porcelana em Lambeth, onde começou pintando pequenas peças ornamentais de porcelana, e depois foi promovido a modelador. Sua observação dos modelos executados por diferentes escultores de sucesso, que eram enviados para serem queimados em uma olaria adjacente, determinou a direção de seu gênio; imitou-os com tanto sucesso que em 1758 uma pequena figura da Paz enviada por ele para a Sociedade para a Promoção das Artes recebeu um prêmio, e os melhores prêmios dados por essa sociedade foram conferidos a ele nove vezes entre os anos de 1763 e 1776.
Durante o período em que passou como aprendiz, Bacon aprimorou também o método de trabalhar com estátuas em pedra artificial, quando trabalhava em 1769 para a Coade Artificial Stone Manufactory, uma arte que depois levou à perfeição.
Bacon tentou pela primeira vez trabalhar com mármore em 1763, e no decorrer desse novo aprendizado chegou a aperfeiçoar o método de transferência da forma do modelo para o mármore (tecnicamente "conseguir os pontos") pela invenção de um instrumento mais perfeito para esse fim. Este instrumento possuía muitas vantagens; era mais preciso, tomava uma medida correta em todas as direções, estava contido em um pequeno compasso, e poderia ser usado em qualquer modelo ou no mármore. Em 1769 Bacon foi premiado com a primeira medalha de ouro dada a uma escultura pela Academia Real Inglesa, por seu baixo-relevo representando a fuga de Eneias de Troia. Em 1770, exibiu uma imagem de Marte, que lhe valeu a medalha de ouro da Sociedade de Artes e sua eleição para membro da Academia Real Inglesa.
Como consequência deste sucesso, Bacon foi contratado para executar um busto do rei Jorge III, encomendado pela Christ Church, Oxford. Daí em diante recebeu a proteção real ao longo da vida, embora fosse comumente criticado por ignorar o estilo clássico. Essa acusação ele refutou com um nobre cabeça de Júpiter Tonante, e muitas de suas figuras emblemáticas estão em perfeito acordo com o gosto clássico.
John Bacon morreu em 4 de agosto de 1799 e foi sepultado no Tabernáculo de Whitefield, Kingswood, Londres.
Suas várias esculturas, que podem ser estudadas na Catedral de São Paulo em Londres, Christ Church e Pembroke College, Oxford, abadia de Bath e Catedral de Bristol, dão um amplo testemunho do talento de Bacon. Alguns de seus melhores trabalhos são encontrados entre os monumentos da Abadia de Westminster.
Após a morte de Bacon, sua prática foi continuada por seu filho John Bacon, Júnior.

## Principais trabalhos

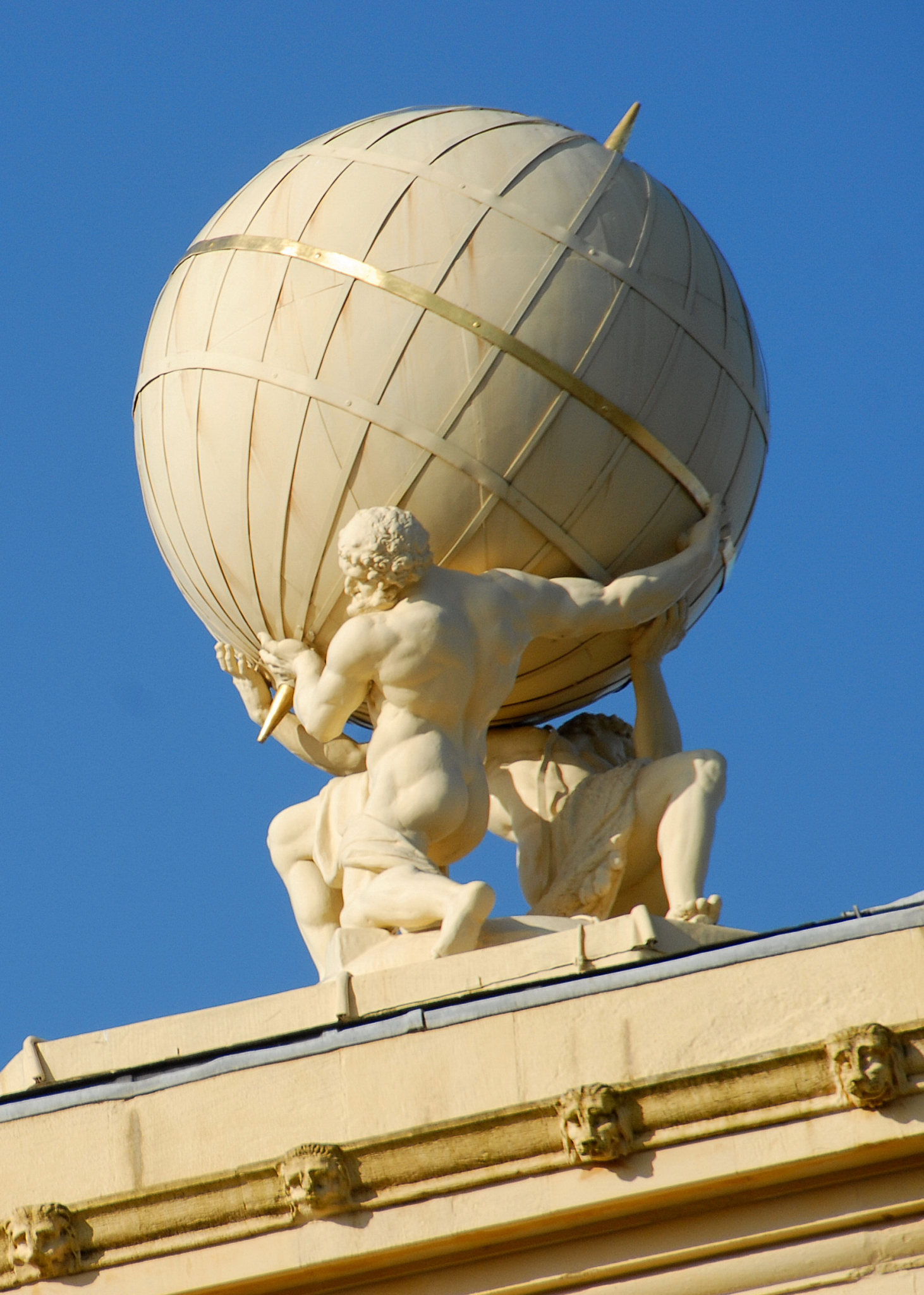
Estátua de Atlas no observatório Radcliffe, Oxford.

- Busto de Jorge III na Christ Church, Oxford (1770)
- Busto de John Guise na Christ Church, Oxford (1770)
- Monumento a George Montagu-Dunk, 2.º Conde de Halifax na Abadia de Westminster (1771)
- Monumento a Thomas Gray na abadia de Westminster (1771)
- Busto de Jorge III para o Castelo de Windsor (1775)
- Escultura figurativa para a fachada do Guy's Hospital (1776)
- Motivos em alto relevo para a lareira do Duque de Richmond na Goodwood House (1777)
- Escultura figurativa para a Somerset House (1778)
- Monumento ao 1.º Conde de Chatham na Abadia de Westminster (1778)
- Busto de Samuel Foote em exposição na Academia Real Inglesa (1778)
- Monumento a Thomas Guy na capela do Guy's Hospital (1779)
- Monumento a Jacob Harris na Catedral de Salisbury (1780)
- Busto de Francis Dashwood para o seu mausoléu em West Wycombe, Buckinghamshire (1780)
- Busto de Inigo Jones para o Carpenters Hall, Londres (1780)
- Monumento a Charles Roe na Christ Church, Macclesfield (1781)
- Monumento a Lorde Tracton em Cork, Irlanda (1781)
- Estátua do 1.º Conde de Chatham para o Guildhall, Londres (1782)
- Estátua de Henrique VI para o Eton College colocada na Capela Superior (1786)
- Memorial ao almirante Samuel Graves em Dunkeswell, Devon (1787)
- Monumento a Waldon Hanmar em Simpson, Buckinghamshire (1789)
- Decoração para a lareira na Abadia de Fonthill (1790)
- Decoração para a lareira de Warren Hastings na Daylesford House (1793)
- Monumento a John Milton em St. Giles Cripplegate, Londres (1793)
- Busto do Duque de Portland para o mausoléu em Wentworth Woodhouse (1793)
- Busto de John Howard para a prisão de Shrewsbury (1793)
- Busto de John Thomas, Bispo de Rochester na Abadia de Westminster (1793)
- Estátua de Atlas no observatório Radcliffe, Oxford (1795)
- Estátua de John Howard na Catedral de São Paulo (1795)
- Monumento a George Pocock na Abadia de Westminster (1796)
- Estátua de Samuel Johnson na Catedral de São Paulo (1796)
- Frontão para os escritórios da Companhia Britânica das Índias Orientais (1797–99)
- Estátua de William Jones na Catedral de São Paulo (1799)
- Estátua de Guilherme III em St. James Square, Londres (1799)
- Monumento a Samuel Whitbread em Cardington, Bedfordshire (1799)